# Цона Артиђанале (Равена)
Цона Артиђанале је насеље у Италији у округу Равена, региону Емилија-Ромања.
Према процени из 2011. у насељу је живело 29 становника. Насеље се налази на надморској висини од 14 м.